# مجمع کاردینال‌ها (فیلم ۲۰۲۴)
مجمع کاردینال‌ها یا مجمع سری (انگلیسی: Conclave) یک فیلم دلهره‌آور سیاسی محصول سال ۲۰۲۴ به کارگردانی ادوارد برگر و نویسندگی پیتر استران است. این فیلم بر اساس رمانی به همین نام که رابرت هریس در سال ۲۰۱۶ نوشته است، ساخته شده است. ریف فاینز، استنلی توچی، جان لیسگو، سرجیو کاستلیتو و ایزابلا روسلینی در این فیلم به ایفای نقش پرداخته‌اند. در این فیلم، کاردینال توماس لارنس (فاینز) مجمعی برای انتخاب پاپ بعدی برگزار می‌کند اما متوجه می‌شود که در حال بررسی اسرار و رسوایی‌های هر یک از نامزدهای اصلی سِمَت پاپ است.
مجمع کاردینال‌ها نخستین بار در ۳۰ اوت ۲۰۲۴ در پنجاه و یکمین جشنواره فیلم تلیوراید به نمایش درآمد و در ۲۵ اکتبر ۲۰۲۴ توسط فوکس فیچرز در ایالات متحده و در ۲۹ نوامبر توسط کمپانی بلک بیر در بریتانیا اکران شد. این فیلم نقدهای مثبتی از سوی منتقدان دریافت کرد و نقش‌آفرینی‌ها، کارگردانی، فیلم‌نامه و فیلمبرداری مورد تمجید قرار گرفت. این فیلم ۱۲۶٫۷ میلیون دلار در جهان فروش داشته است در حالی که بودجه ساخت آن ۲۰ میلیون دلار بود. این فیلم پس از مرگ پاپ فرانسیس در آوریل ۲۰۲۵ و کنکلاو بعدی در ماه مه که منجر به انتخاب پاپ لئون چهاردهم شد، بار دیگر مورد توجه قرار گرفت. گفته می‌شود پاپ لئون چهاردهم این فیلم را دیده است.
مجمع کاردینال‌ها از سوی هیئت ملی بازبینی و انستیتوی فیلم آمریکا یکی از ده فیلم برتر سال ۲۰۲۴ نام گرفت. این فیلم جایزه‌ها و نامزدی‌ها بسیاری دریافت کرد که شامل چهار جایزه از مراسم فیلم بفتا و همچنین جایزه گلدن گلوب بهترین فیلم‌نامه و جایزه انجمن بازیگران فیلم برای گروه بازیگران برجسته در یک فیلم سینمایی می‌شوند. این فیلم در نود و هفتمین دوره جوایز اسکار در هشت رشته شامل بهترین فیلم نامزد شد.

## داستان
پس از مرگ ناگهانی پاپ به دلیل سکته قلبی، مجمع کاردینال‌ها به رهبری توماس لارنس از بریتانیا دور هم جمع می‌شوند تا جانشین او را انتخاب کنند. چهار نفر به‌عنوان نامزدهای اصلی مطرح می‌شوند: آلدو بلینی از آمریکا که طرفدار اصلاحات پیشرو است، جاشوا آدیمی از نیجریه که محافظه‌کار اجتماعی است، ژوزف ترمبلی از کانادا که میانه‌روست، و گوفردو تدسکو از ایتالیا که پایبند سنت‌های سفت و سخت است.
اسقف اعظم یانوش ووزنیاک، مسئول امور خانه پاپ، به لارنس می‌گوید که پاپ پیش از مرگ از ترمبلی خواسته بود استعفا دهد، اما ترمبلی این ادعا را رد می‌کند. از سوی دیگر، بلینی به هوادارانش می‌گوید تمام تلاشش را می‌کند تا مانع پیروزی تدسکو شود. در این میان، ورود غیرمنتظره وینسنت بنیتز، اسقف اعظم متولد مکزیک که در کابل خدمت می‌کند، لارنس را شگفت‌زده می‌کند. بنیتز سال قبل به‌صورت مخفیانه توسط پاپ به‌عنوان کاردینال انتخاب شده بود.
لارنس بحث‌ها را با سخنرانی‌ای خودجوش شروع می‌کند و از کاردینال‌ها می‌خواهد که عدم قطعیت را بپذیرند. برخی این سخنان را نشانه‌ای از بلندپروازی او برای پاپ شدن می‌دانند. در دور اول رأی‌گیری، هیچ‌کس به اکثریت دوسوم لازم نمی‌رسد، اما آدیمی از تدسکو و ترمبلی جلوتر است، در حالی که بلینی و لارنس آرای اصلاح‌طلبان را بین خود تقسیم کرده‌اند. دستیار لارنس، ریموند اومالی، متوجه می‌شود که پاپ هزینه سفری به ژنو را برای بنیتز پرداخت کرده بود تا او برای یک قرار پزشکی برود، اما بنیتز آن را لغو کرده بود.
روز دوم، درگیری بین آدیمی و خواهر شانومی، راهبه‌ای نیجریه‌ای که به‌تازگی به واتیکان منتقل شده، توجه همه را جلب می‌کند. لارنس با شانومی صحبت می‌کند و او اعتراف می‌کند که در گذشته رابطه‌ای غیرمجاز داشته که منجر به تولد فرزندی شده است. آدیمی هم وقتی تحت فشار قرار می‌گیرد، این موضوع را تأیید می‌کند. هرچند لارنس باید این راز را حفظ کند، شایعات پخش‌شده شانس آدیمی را از بین می‌برند. بلینی با اکراه تصمیم می‌گیرد از ترمبلی حمایت کند.
لارنس با کمک خواهر اگنس، که مسئول پذیرایی و نظافت است، کشف می‌کند که ترمبلی انتقال شانومی به واتیکان را ترتیب داده بود. وقتی لارنس از او توضیح می‌خواهد، ترمبلی می‌گوید این کار به دستور پاپ بوده است. لارنس سپس مخفیانه وارد آپارتمان مهر و موم شده پاپ می‌شود و اسنادی پیدا می‌کند که نشان می‌دهد ترمبلی برای خرید رأی کاردینال‌ها پول پرداخت کرده است. او این اسناد را به بلینی نشان می‌دهد، اما بلینی التماس می‌کند که آن‌ها را فاش نکند، و این موضوع باعث بحثی تند بینشان می‌شود.
روز سوم، لارنس و اگنس اقدامات ترمبلی را علنی می‌کنند و او را عملاً از رقابت کنار می‌زنند. لارنس با بلینی آشتی می‌کند و توافق می‌کند در برابر تدسکو بایستد. او در رأی‌گیری به خودش رأی می‌دهد، اما پیش از ثبت رأی، انفجاری در کلیسای سیستین رخ می‌دهد. مشخص می‌شود این انفجار بخشی از بمب‌گذاری‌های انتحاری در سراسر اروپاست. تدسکو خواستار جنگ دینی علیه اسلام می‌شود، اما بنیتز با خشونت در برابر خشونت مخالفت می‌کند و همه را به خاطر اولویت دادن به منافع سیاسی سرزنش می‌کند.
رأی‌گیری ادامه پیدا می‌کند و در حالی که نوری از پنجره شکسته به داخل می‌تابد، کاردینال‌ها با اکثریت قاطع بنیتز را انتخاب می‌کنند. او نام پاپی اینوسنت چهاردهم را برمی‌گزیند. لارنس ابتدا خوشحال است، اما اومالی او را کنار می‌کشد و دربارهٔ قرار پزشکی لغوشده بنیتز صحبت می‌کند. وقتی لارنس از بنیتز توضیح می‌خواهد، او فاش می‌کند که با رحم و تخمدان به دنیا آمده، اما تا زمان آپاندکتومی از آن بی‌خبر بوده است. قرار پزشکی برای عمل هیسترکتومی بود، اما او تصمیم گرفت آن را انجام ندهد، چون معتقد بود باید همان‌گونه که خدا او را آفریده باقی بماند. لارنس در محوطه واتیکان قدم می‌زند، به صدای تشویق مردم برای پاپ جدید گوش می‌دهد، سپس به اتاقش برمی‌گردد، پنجره را باز می‌کند و به سه راهبه جوان که در حیاط مشغول گپ زدن هستند، نگاه می‌کند.

## بازیگران
- ریف فاینز در نقش کاردینال توماس لارنس، لیبرال بریتانیایی و رئیس کالج کاردینال‌ها
- استنلی توچی در نقش کاردینال آلدو بلینی، لیبرال آمریکایی. ناکامی بلینی در کسب انتخابات علیرغم اینکه نامزد اولیه بود، بر اساس تجربیات کارلو ماریا مارتینی در اجلاس پاپ در سال ۲۰۰۵ است.[۸]
- جان لیتگو در نقش کاردینال جوزف ترمبلی، یک میانه‌رو کانادایی
- سرجیو کاستلیتو در نقش کاردینال گوفردو تدسکو، سنت‌گرای ایتالیایی
- ایزابلا روسلینی در نقش خواهر اگنس، مسئول تهیه غذا و خانه‌دار کاردینال‌ها
- لوسیان مساماتی در نقش کاردینال جاشوا آدیمی، نامزد محبوب نیجریه ای با دیدگاه‌های اجتماعی محافظه کار.
- کارلوس دیهز در نقش کاردینال وینسنت بنیتز، اسقف اعظم مکزیکی کمتر شناخته شده که در افغانستان کار می‌کند. در رمان بنیتز فیلیپینی است و در بغداد کار می‌کند.[۹]
- برایان اف اوبیرن در نقش مونسینور ریموند اومالی، دستیار لارنس و محقق مخالف
- مراب نینیدزه در نقش کاردینال سابادین
- Thomas Loibl [de] در نقش اسقف اعظم ماندورف
- یاچک کومان در نقش اسقف اعظم یانوش ووزنیاک، بخشدار خاندان پاپ و معتمد پاپ فقید.
- Loris Loddi [it] در نقش کاردینال ویلانووا

## بازخورد

### گیشه
مجمع کاردینال‌ها ۳۲٫۵ میلیون دلار در ایالات متحده و کانادا فروش داشته و مجموعاً ۱۲۶٫۷ میلیون دلار در سراسر جهان به دست آورده است.
در ایالات متحده و کانادا، مجمع کاردینال‌ها در کنار ونوم: آخرین رقص اکران و پیش‌بینی می‌شد در آخر هفته افتتاحیه خود از ۱٫۷۵۳ سینما ۴ تا ۶ میلیون دلار بفروشد. این فیلم در روز نخست اکران ۲٫۵ میلیون دلار از جمله ۵۰۰٫۰۰۰ دلار از پیش‌نمایش‌های پنجشنبه شب به دست آورد. این فیلم به فروش ۶٫۶ میلیون دلاری رسید و در جایگاه سوم جدول قرار گرفت. این فیلم مخاطبان اساساً مسن‌تری داشت؛ ۷۷ درصد از آن‌ها بالای ۳۵ سال سن داشتند، بزرگ‌ترین گروه‌های آماری بالای ۵۵ سال (۴۴ درصد) داشتند و ۶۷ درصد سفیدپوست بودند.

### واکنش انتقادی
در وبگاه جمع‌آوری نقد راتن تومیتوز، ٪۹۳ از ۳۱۸ بررسی منتقدان مثبت است، و میانگینِ امتیاز آن ۸٫۱/۱۰ است. این فیلم در متاکریتیک که از میانگین وزنی استفاده می‌کند، بر اساس نظر ۵۴ منتقدین امتیاز ۷۹ از ۱۰۰ را کسب کرده که نشان‌گر «نقدهای عموماً مطلوب» است. تماشاگران شرکت‌کننده در نظرسنجی سینماسکور به فیلم نمره میانگین «B+» در مقیاس A+ تا F دادند. آن‌هایی که توسط پست‌ترک مورد بررسی قرار گرفتند، نمره مثبت کلی ۸۴ درصد به فیلم دادند و ۶۲ درصد گفتند که «قطعاً آن را توصیه می‌کنند».
فیلم‌برداری و گروه بازیگران فیلم مورد تحسین قرار گرفتند. با این حال انتقاداتی به‌دلیل طرح داستانی به فیلم وارد شد.

### واکنش‌های مذهبی
نشریهٔ مترقی گزارشگر کاتولیک ملی فیلم مجمع کاردینال‌ها را ستود و آن را «فراخوانی جذاب و کلیسایی برای نوعی سرپرستی معنوی نوین، مبتنی بر فروتنی، نرم‌خویی، و – به‌طرزی جالب – تردید» توصیف کرد. کیت لاکی از نشریهٔ مسیحیت امروز، که وابسته به مسیحیت انجیلی است، این فیلم را «خیره‌کننده» و «هیجان‌انگیز» توصیف کرد و نوشت: «اگرچه فیلم به‌طور ضمنی باورهای مترقی را پیش می‌برد، اما به کاردینال‌هایی با گرایش‌های ایدئولوژیک متفاوت، فرصت برابر برای ناکامی می‌دهد». مایلز پاتندن، در کاتولیک هرالد نوشت که فیلم «فاقد ظرافت لازم برای پرداخت خلاقانه به [سیاست‌های کلیسایی] است»، اگرچه «لحظات چشم‌نوازی» نیز دارد، به‌ویژه در بازی‌های سرجو کاستلیتو و روسلینی. او همچنین فیلم را به‌خاطر «فقدان آگاهی تاریخی» نقد کرد و یادآور شد که مسائل مربوط به صلاحیت رأی‌دهی در مجمع کاردینال‌ها و روحانیت بیناجنس «چیز تازه‌ای برای کلیسا نیستند».
جان مولدریگ از نشریهٔ کاتولیک خبرگزاری اُ‌اِس‌وی دربارهٔ فیلم نوشت که «دیدگاه‌های رقیب درون کلیسا با قلمی اغراق‌آمیز و کاریکاتورگونه به تصویر کشیده شده‌اند… و صحنه به‌طرز قابل‌پیش‌بینی‌ای به نفع کسانی چیده شده که خواهان تغییرند». او هشدار داد که «تمام سینماروهایی که به آموزه‌های ایمانی کلیسا پایبندند، باید با احتیاط به این اثر صادقانه، از نظر بصری جذاب، اما فریب‌کارانه – و گاه عوام‌پسندانه – نزدیک شوند». مجلهٔ آنجلوس، وابسته به اسقف‌نشین کاتولیک لس‌آنجلس، بازی چند تن از بازیگران را ستود، اما در نهایت فیلم را رد کرد و نوشت: «مشکل اینجا ضدیت با کلیسای کاتولیک نیست. مشکل این است که فیلم به‌سادگی بد است… در لحظهٔ حساس، [بنیتز] نطقی ایراد می‌کند که آن‌قدر پر از کلیشه است که انگار چت‌جی‌پی‌تی آن را نوشته».
اسقف وینونا–راچستر، رابرت بارون، این فیلم را اثری در سبک طعمهٔ اسکار خواند و آن را «فیلمی دربارهٔ کلیسای کاتولیک که گویی توسط هیئت تحریریهٔ نیویورک تایمز نوشته شده» توصیف کرد. شان فیتزپاتریک از گزارش جهانی کاتولیک نیز با انتقادات بارون هم‌نظر بود و در عین حال نوشتار مربوط به وضعیت بیناجنس بودن شخصیت بنی‌تز را نیز نقد کرد و اظهار داشت که جملهٔ «من همانم که خدا آفریده» استدلالی «رایج» اما «پوچ» است.
میکولا بیچوک، از کاردینال‌های رأی‌دهنده و تنها نمایندهٔ استرالیا، این فیلم را بحث‌برانگیز توصیف کرد، به‌ویژه در رابطه با نماز: «آیا در این فیلم دیدید که حتی یکی از کاردینال‌ها نماز بخواند؟ حتی یک‌بار هم نه، که این سبک هالیوود است».

## تأثیر و شباهت‌های واقعی

### تأثیر شبکه‌های اجتماعی
پس از انتشار فیلم، چندین رسانه به حضور آن در شبکه‌های اجتماعی و درون فرهنگ میم اشاره کردند. در توییتر، میم‌هایی منتشر شد که فیلم را با رقابت درگ روپال و خانمان خانهٔ واقعی مقایسه می‌کردند، و کاربران دیگری فن‌کمهایی ساختند که با موسیقی پاپ، از جمله آثار چارلی ایکس‌سی‌ایکس همراه بود. همچنین در فضای آنلاین، فیلم با آثاری چون دختران بدجنس مقایسه شد و «حذف» نامزدهای پاپی در آن با برنامه‌های تلویزیون واقع‌نما مانند بازمانده یا خواستگار قیاس گردید. همچنین میم‌هایی دیده شد که شخصیت‌های فیلم را با چهره‌های واقعی مانند دونالد ترامپ و کامالا هریس، دو نامزد اصلی انتخابات ریاست‌جمهوری ایالات متحده آمریکا مقایسه می‌کردند که تنها چند روز پس از اکران فیلم در آمریکا برگزار شد. چندین رسانه به این تناقض ظاهری اشاره کردند که فیلمی که ممکن است «برای تماشاگران بازنشستهٔ علاقه‌مند به سینما در یک بعدازظهر وسط هفته» ساخته شده باشد، در فرهنگ میم به‌طرز قابل‌توجهی محبوب شده است.

### شباهت‌های واقعی
در ۱۴ فوریهٔ ۲۰۲۵، پاپ فرانسیس که در آن زمان ۸۸ سال داشت، به‌شدت بیمار شد و به‌دلیل ابتلا به چندین بیماری مزمن تنفسی در بیمارستان بستری شد. فیلیانا اِن‌جی از درپ اشاره کرد که بازیگران مجمع کاردینال‌ها هنگام دریافت جایزهٔ گروهی در جوایز انجمن بازیگران فیلم جشن گرفتند، اما هم‌زمان به شباهت‌های واقعی میان داستان فیلم – که به پیامدهای درگذشت یک پاپ خیالی می‌پردازد – و بحران سلامت جاری پاپ فرانسیس نیز توجه داشتند. ان‌جی از ایزابلا روسلینی نقل قول کرد: «ما بسیار، بسیار نگران پاپ خود هستیم، … ما این پاپ را دوست داریم – پاپا فرانچسکو، پاپ فرانسیس. برای او آرزوی سلامتی داریم. امیدواریم بهبود یابد».
مرگ و خاکسپاری پاپ فرانسیس در ۲۱ آوریل ۲۰۲۵، منجر به برگزاری یک مجمع کاردینال‌های واقعی دو روزه از تاریخ ۷ مه ۲۰۲۵ شد. طبق گزارش لومینِیت، در پی درگذشت او، میزان تماشای خانگی این فیلم در پلتفرم‌های پخش اینترنتی در ۲۱ آوریل تقریباً سه برابر شد. به‌نوشتهٔ پولیتیکوی اروپا، برخی از کاردینال‌ها برای آشنایی بیشتر با روند انتخاب پاپ، این فیلم را تماشا کردند. به‌گفتهٔ جان، برادر کاردینال رابرت پرووست – که بعدها به‌عنوان پاپ لئون چهاردهم انتخاب شد – او نیز پیش از ورود به مجمع کاردینال‌ها این فیلم را تماشا کرده بود.